# Jardinga
Jardinga (Stellingwerfs: Jardinge; Fries: Jardingea) is een buurtschap in de gemeente Ooststellingwerf, in de Nederlandse provincie Friesland.
Het ligt ten noorden van het dorp Oosterwolde, waar het officieel ook onder valt. In het mesolithicum was nabij Jardinga een slachtplaats van oerossen.
Samen met Bentemaden, Schrappinga en Weper ligt Jardinga op een zandrug tussen de Boven Tjonger en het Grootdiep. In 1525 werd de buurtschap vermeld als Jaerdinge, in 1543 als Jardingermark en in 1622 als Jardingen. Jardinga was altijd een kleine nederzetting geweest, rond de 3 a 4 woningen. In de twintigste eeuw is aantal woningen wel wat gegroeid.